# Новица Гогић
Новица Гогић (Титово Ужице, 13. април 1975) је припадник војске Србије и тренутни заменик команданта ваздухопловства и противваздухопловне одбране војске Србије. Бивши Командант 250. ракетне бригаде. Има чин бригадног генерала.

## Образовање
- Генералштабно усавршавање, 2015.
- Командно-штабно усавршавање, 2010.
- Војна академија, смер РВ и ПВО, 1997.
- Војна гимназија, 1993.

## Досадашње дужности
- Командант 250. ракетне бригаде за ПВД, Ратно ваздухопловство и ПВО
- Заменик команданта 250. ракетне бригаде за ПВД
- Начелник штаба, Команда 250. ракетне бригаде за ПВД
- Начелник Одсека за оперативне и функционалне способности Ратног ваздухопловства и ПВО, Управа за оперативне послове (Ј-3), Генералштаб Војске Србије
- Командант ракетног дивизиона за ПВО
- Начелник Одсека за оперативне послове и обуку, 250. ракетна бригада за ПВД
- Заменик команданта дивизиона
- Командир ракетне батерије
- Командир батерије за вођење ракета
- Командир командно-рачунарског вода
- Официр за вођење ракета
- Техничар система

## Напредовање
- потпоручник 1997. године
- поручник 2000. године
- капетан 2003. године
- капетан прве класе 2006. године
- мајор 2008. године
- потпуковник 2012. године
- пуковник 2017. године
- бригадни генерал 2024. године